# Grande Prêmio dos Países Baixos de 1966
Resultados do Grande Prêmio dos Países Baixos de Fórmula 1 realizado em Zandvoort à 24 de julho de 1966. Quinta etapa da temporada, foi vencido pelo australiano Jack Brabham.

## Classificação da prova
| Pos. | Nº | Piloto          | Construtor          | Voltas | Tempo/Diferença   | Grid | Pontos |
| ---- | -- | --------------- | ------------------- | ------ | ----------------- | ---- | ------ |
| 1    | 16 | Jack Brabham    | Brabham-Repco       | 90     | 2:20:32.5         | 1    | 9      |
| 2    | 12 | Graham Hill     | BRM                 | 89     | + 1 volta         | 7    | 6      |
| 3    | 6  | Jim Clark       | Lotus-Climax        | 88     | + 2 voltas        | 3    | 4      |
| 4    | 14 | Jackie Stewart  | BRM                 | 88     | + 2 voltas        | 8    | 3      |
| 5    | 32 | Mike Spence     | Lotus-BRM           | 87     | + 3 voltas        | 12   | 2      |
| 6    | 2  | Lorenzo Bandini | Ferrari             | 87     | + 3 voltas        | 9    | 1      |
| 7    | 30 | Jo Bonnier      | Cooper-Maserati     | 84     | + 6 voltas        | 13   |        |
| 8    | 38 | John Taylor     | Brabham-BRM         | 84     | + 6 voltas        | 17   |        |
| 9    | 36 | Guy Ligier      | Cooper-Maserati     | 84     | + 6 voltas        | 16   |        |
| Ret  | 28 | Jo Siffert      | Cooper-Maserati     | 79     | Motor             | 11   |        |
| Ret  | 34 | Bob Anderson    | Brabham-Climax      | 73     | Suspensão         | 14   |        |
| Ret  | 24 | John Surtees    | Cooper-Maserati     | 44     | Pane elétrica     | 10   |        |
| Ret  | 18 | Denny Hulme     | Brabham-Repco       | 37     | Ignição           | 2    |        |
| Ret  | 8  | Peter Arundell  | Lotus-BRM           | 28     | Ignição           | 15   |        |
| Ret  | 10 | Dan Gurney      | Eagle-Climax        | 26     | Vazamento de óleo | 4    |        |
| Ret  | 4  | Mike Parkes     | Ferrari             | 10     | Acidente          | 5    |        |
| Ret  | 26 | Jochen Rindt    | Cooper-Maserati     | 2      | Acidente          | 6    |        |
| DNS  | 20 | Bruce McLaren   | McLaren-Serenissima |        | Motor             |      |        |

## Tabela do campeonato após a corrida
|   | Pos. | Piloto          | Pontos |
| - | ---- | --------------- | ------ |
|   | 1    | Jack Brabham    | 30     |
| 5 | 2    | Graham Hill     | 14     |
| 3 | 3    | Jackie Stewart  | 12     |
| 2 | 4    | Jochen Rindt    | 11     |
| 1 | 5    | Lorenzo Bandini | 11     |

|  | Pos. | Construtor      | Pontos |
|  | ---- | --------------- | ------ |
|  | 1    | Brabham-Repco   | 30     |
|  | 2    | Ferrari         | 22     |
|  | 3    | BRM             | 19     |
|  | 4    | Cooper-Maserati | 11     |
|  | 5    | Lotus-Climax    | 7      |

- Nota: Somente as primeiras cinco posições estão listadas. Apenas os cinco melhores resultados de cada piloto ou equipe eram computados visando o título. Neste ponto esclarecemos: na tabela dos construtores figurava somente o melhor colocado dentre os carros de um time.